# ダンバック
ダンバック （Dambach）は、フランス、グラン・テスト地域圏、バ＝ラン県のコミューン。ヴォージュ北部自然公園（fr）の一部となっている。

## 地理
ダンバックはアルザス北部に位置する。シュヴァルツバック川谷の中程、ドイツおよびロレーヌにほど近い。

## 歴史
ダンバックは古くはTambaum、TambachそしてDambach、Tambachへと変化した。現在のコミューン名はドイツ語名のダンボック（Dambock）からきている。Damはシカ（Daim）からきているが、この動物は谷に生息していない。堤防を意味する高ドイツ語のTammからの派生が考えられる。村は洪水対策用堤防やダムに囲まれた谷間にあるので、後者である可能性が高い。接尾辞-bachは「流れ」を意味し、谷を横断するシュヴァルツバック川の流れを想起させる。
1280年、ダンバックはヴィンドスタン領主、14世紀にはビチュ領主の支配下にあった。村はオアンフェル領主に与えられ、同名のオアンフェル城が建てられた。その後エタンドルフの支配下に入り、エタンドルフ領主の家系が断絶すると15世紀にはストラスブール司教の保護下に入った。
フランス革命後、ダンバックはニーデルブロン＝レ＝バン小郡に加わった。
1930年代のマジノ線確立が、敵軍の侵入があれば谷を浸水させることが可能なため、シュヴァルツバック川の発展につながった。

## 人口統計
| 1962年 | 1968年 | 1975年 | 1982年 | 1990年 | 1999年 | 2009年 |
| ------ | ------ | ------ | ------ | ------ | ------ | ------ |
| 574    | 633    | 679    | 652    | 702    | 729    | 782    |

参照元:INSEE